# Университет Квебека в Оттаве
Университет Квебека в Оттаве (Гатино)* — публичный университет в городе Гатино, Квебек, Канада, является структурным подразделением Университета Квебека.
Термин «Оттава» (Outaouais) в названии университета обозначает не город Оттаву, а название округа Оттава провинции Квебек, где ранее располагались три бывших отдельных города: Гатино, Элмер и Халл, ныне слитые в один город Гатино. Происхождение от французского названия реки Оттава.

## История
Университетские программы начали проводиться с 1971 года в Университетском центре в Оттаве. В 1981 году, во время правления Рене Левека из Квебекской партии, центр получил звание университета.
До 2002 года Университет назывался Университетом Квебека в Халле, имя было изменено после слияния городов Квебек, Гатино, Элмер, Массон-Анже и Букингем в новый город Гатино. Новое имя отражало административный район, в котором находится университет.
Каждый год занятия в УКО посещают около 6000 студентов. С момента основания университет выдал более 27000 дипломов.

## Кампусы
- Кампус Гатино — 283, бульвар Александр-Таше, Халл
- Павильон «Александр Таше» — 283, бульвар Александр-Таше, Халл
- Павильон «Люсьен Бро» — 101, rue Saint-Jean-Bosco, сектор Гатино, Гатино
- Кампус «Сен-Жером» — 5, rue Saint-Joseph , Сен-Жером

## Время занятий
Обычно университет открыт 24 часа сутки, особенно в последние недели семестра. Конечно университет закрыт во время праздников. Осенний семестр начинается начале сентября и заканчивается в конце декабря. Зимний семестр начинается в начале января и заканчивается в конце апреля. Весенний семестр зависит от выбранного курса — некоторые заканчиваются конце мая, некоторые продолжаются до конца июля. Летних курсов намного меньше ввиду их малой востребованности.

## Англоязычные программы
Несмотря на что университет является франкофоным, он предлагает магистерские бизнес-программы на английском, и менеджмент проектов на английском и французском языках, как и другие франкофоные университеты в Квебеке.

## Учётные записи студентов в интернете
Каждый студент имеет учётную запись в интернете, которая даёт доступ к электронной почте, расписанию, оценкам, список необходимых курсов, цены на плату за образование и многое другое. Более того, студент также может создать себе отдельную учётную запись в библиотеке и запросить себе тысячи и тысячи документов, включая газетные статьи, книги, аудиодокументы или научные журналы. Когда запрашиваемого документа нет в библиотеке университета, студенты могут заказать их, даже если они находятся в другой стране.

## Студенческая забастовка 2005 года
Во время забастовки 200 000 студентов в Квебеке в 2005 году к ним присоединились и студенты УКО, не посещавшие занятия 3 недели — с 14 марта по 7 апреля. Забастовка была организована после того, как правительство провинции урезало стипендиальные фонды на 103 миллиона долларов и превратило эти деньги в займы.